# 比恩峰
47°28′29″N 12°44′1″E / 47.47472°N 12.73361°E

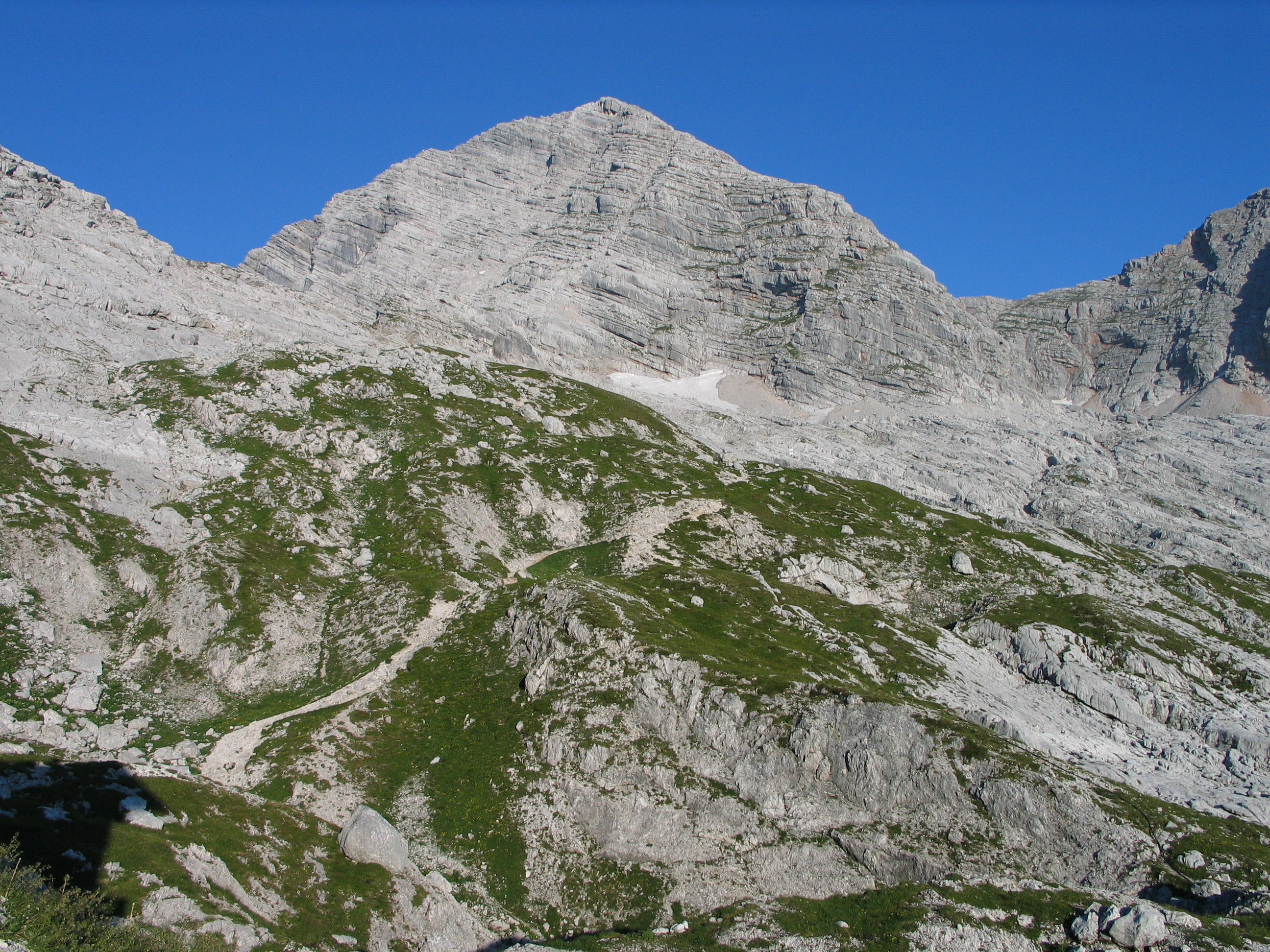

比恩峰（德語：Birnhorn），是奧地利的山峰，位於該國中部，由薩爾茨堡州負責管轄，屬於萊奧岡山脈的一部分，海拔高度2,634米，人類在1831年9月2日首次登上該山峰。